# 阿特伯里十號縣區 (伊利諾伊州默納德縣)
阿特伯里十號鎮區（英語：Atterberry No.10 Precinct）是位於美國伊利諾伊州默納德縣的一個縣區。

## 地方資料
根據2010年美國人口普查的數據，阿特伯里十號鎮區的面積為56.77平方千米，當中陸地面積為56.77平方千米，而水域面積為0.00平方千米。當地共有人口194人，而人口密度為每平方千米3.42人。